# Meteorus sedulus
Meteorus sedulus är en stekelart som beskrevs av De Saeger 1946. Meteorus sedulus ingår i släktet Meteorus och familjen bracksteklar. Inga underarter finns listade i Catalogue of Life.